# 彭瓚
彭瓚（1449年—？），字廷器，山東膠州千戶所軍籍，江西吉安府龍泉縣人，明朝政治人物。

## 生平
山東鄉試第五十五名舉人。成化二十三年（1487年）中式丁未科會試第一百一名，三甲第一百四十名進士。

## 家族
曾祖彭德富；祖父彭榮；父彭源，母欒氏。具慶下。